# Edward Luckhoo
Edward Victor Luckhoo (New Amsterdam, Brits-Guiana, 24 mei 1912 – Ossett, Verenigd Koninkrijk, 3 maart 1998) was een Guyaanse rechter en bestuurder. Tussen 23 februari 1970 en 17 maart 1970 was hij waarnemend president van Guyana.

## Biografie
Luckhoo werd op 24 mei 1912 geboren in New Amsterdam. Na de Queen's College (middelbare school) te hebben doorlopen, studeerde hij recht aan de St Catherine's College in Oxford. In 1936 werd hij toegelaten tot de Middle Temple in Londen. In 1944 werd hij benoemd tot magistraat, en in 1965 werd hij lid van de Queen's Counsel.
Op 27 oktober 1969 werd Luckhoo benoemd tot gouverneur-generaal van Guyana. Guyana was een onafhankelijke staat, maar was ook een onderdeel van het Gemenebest van Naties. Premier Forbes Burnham wilde de banden met het Britse vorstenhuis verbreken. Op 23 februari 1970 werd de Coöperatieve Republiek Guyana uitgeroepen, en werd Luckhoo waarnemend president van Guyana. Hij bleef president tot 17 maart en werd opgevolgd door Arthur Chung. In 1971 en 1975 werd Luckhoo wederom waarnemend president. In 1976 werd hij benoemd in de Orde van Roraima. Van 1976 tot 1983 was hij high commissioner (ambassadeur) van Guyana in India.
Op 3 maart 1998 overleed Luckhoo in Ossett, Verenigd Koninkrijk, op 85-jarige leeftijd.
- Gemeinsame Normdatei: 1310528128
- Système universitaire de documentation: 193490269
- Virtual International Authority File: 60146824705607630713